# Carmiano
Carmiano – miejscowość i gmina we Włoszech, w regionie Apulia, w prowincji Lecce.
Według danych na rok 2004 gminę zamieszkiwały 12 164 osoby, 528,9 os./km².